# Angelpunkt

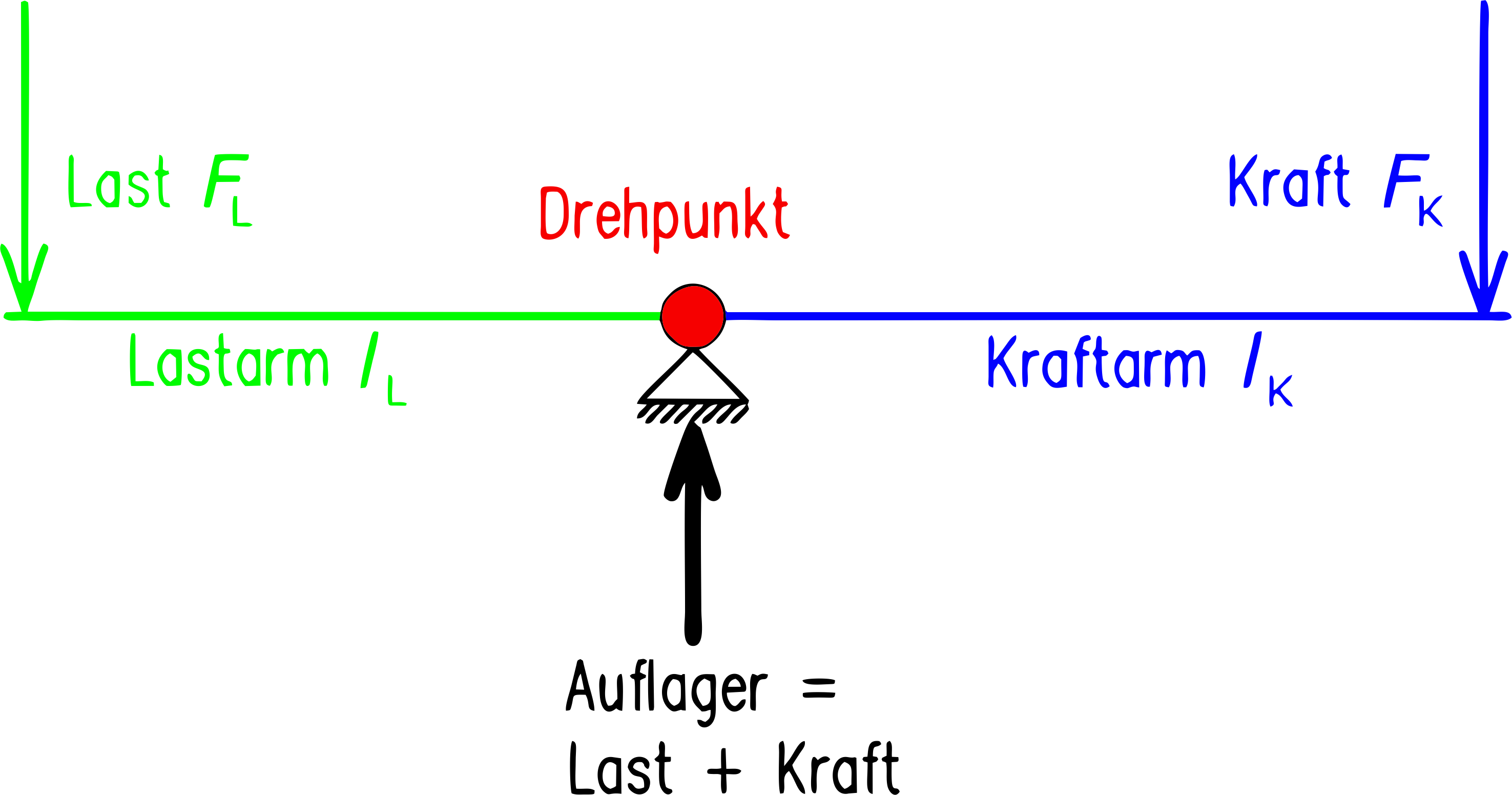
Schematische Darstellung eines Hebels. Der Angelpunkt ist in rot eingezeichnet.

Als Angelpunkt oder Drehpunkt wird in der Mechanik ein feststehender Punkt (Fix- oder Festpunkt) bezeichnet, um den sich ein Festkörper unter Wirkung von Kräften drehen kann. Beim Betrachten eines Körpers in einem dreidimensionalen Raum lässt sich die Richtung einer Drehbewegung durch eine Rotationsachse angeben. Mit der Angabe eines Angelpunktes ist die Bewegung auf Rotationen eingeschränkt, deren Rotationsachsen durch diesen Punkt verlaufen.
Besonders in der anatomischen Gelenklehre wird der Angelpunkt auch mit dem aus dem Griechischen stammenden Begriff Hypomochlion (hypo = unter, mochlos = Hebel) bezeichnet. Die Kniescheibe (Patella) dient beispielsweise als Hypomochlion für die Sehne des Quadrizepsmuskels (Musculus quadriceps femoris). Weiterhin dienen Sesambeine in der Hand (z. B. das Erbsenbein) und am großen Zeh als Drehpunkt für Ansatzsehnen von Muskeln. Im weiteren Sinne kann die Schambeinfuge als Hypomochlion angesehen werden. Bei der Geburt dreht sich das Kind im Geburtskanal um diese und ändert so seine Richtung. Ebenso hat der Muskelansatz des Musculus rectus superior, des oberen geraden Augenmuskels, in Bezug auf die Sehne des Musculus obliquus superior die Funktion eines Hypomochlion.
Bei der Rotation von Binärbäumen in der Informatik wird eine Kante gekippt. Einer der beiden Endknoten der Kante wird Drehpunkt (Pivot) genannt.
In der Mathematik gibt es Dreh-/Angelpunkte in mehreren Bedeutungen, s. dazu den Artikel Pivotelement.
Im übertragenen Sinn wird vom Angelpunkt gesprochen, wenn sich eine persönliche, gesellschaftliche, politische oder wirtschaftliche Angelegenheit „immer um denselben Punkt“ dreht. In diesem Kontext ist die Formulierung „Dreh- und Angelpunkt“ gebräuchlich.